# Brunausee
Der Brunausee ist ein Stillgewässer in der Einheitsgemeinde Bispingen im Landkreis Heidekreis in Niedersachsen.
Der etwa sieben Hektar große Baggersee, der etwa 680 Meter lang und maximal etwa 130 Meter breit ist, liegt auf dem Gebiet des Bispinger Ortsteils Behringen. Er wurde im Jahr 1980/81 als Baggersee geschaffen und liegt zwischen der Landesstraße 211 und der östlich verlaufenden A 7. Er wird durchflossen von der Brunau, einem linken Nebenfluss der Luhe.
Auf dem Gebiet um den Brunausee befindet sich ein Campingplatz, eine Badebucht, ein Bootsanleger mit Tretbooten, ein Spielplatz, ein Café-Restaurant und eine Quadbahn. Für die gesamte Region ist der See ein beliebtes Naherholungsgebiet. Das Befahren des Sees mithilfe von Motoren aller Art ist allerdings untersagt.